# (9809) Jimdarwin
(9809) Jimdarwin est un astéroïde de la ceinture principale.

## Description
(9809) Jimdarwin est un astéroïde de la ceinture principale. Il fut découvert le 13 septembre 1998 à la station Anderson Mesa par le programme LONEOS. Il présente une orbite caractérisée par un demi-grand axe de 2,61 UA, une excentricité de 0,18 et une inclinaison de 3,2° par rapport à l'écliptique.

## Compléments